# Bu Bing
Bu Bing (chinesisch 卜丙, Pinyin Bǔ Bǐng; * im 18. Jahrhundert v. Chr.; † 1734 v. Chr.) von Shang, auch Wài Bǐng (外丙), geboren als Zǐ Shèng (子胜), herrschte als zweiter oder vierter König der Shang-Dynastie für zwei Jahre über China. Er war der zweite Sohn des Königs Tang, Da Dings jüngerer Bruder und Zhong Rens älterer Bruder.

## Leben
In den Aufzeichnungen des Großen Historikers wurde er von Sima Qian als zweiter Shang-König aufgeführt, der seinem Vater Tang nach dem früheren Tod seines älteren Bruders Tai Ding folgte. Er wurde im Jahr Yihai (chinesisch: 乙亥) inthronisiert – mit Yi Yin als seinem Premierminister und Bo (亳) als seiner Hauptstadt. Er regierte etwa 2 Jahre lang, bevor er starb. Er erhielt posthum den Namen Wai Bing und wurde von seinem jüngeren Bruder Zhong Ren abgelöst.
Inschriften auf Orakelknochen, die in Yinxu ausgegraben wurden, halten alternativ fest, dass er der vierte Shang-König war, der zweite Sohn von Da Ding, dem der posthume Name "Bu Bing" (chinesisch:卜丙) gegeben wurde und Da Geng nachfolgte. Die Ersetzung von Wai (外) für Bu (卜) ist ein schreiberischer Übertragungsfehler aus der Antike.
| Vorgänger | Amt                               | Nachfolger |
| --------- | --------------------------------- | ---------- |
| Da Ding   | König von China 1741–1734 v. Chr. | Zhong Ren  |